# Saison 1 de Saving Grace
Chronologie
Saison 2
Cet article présente le guide des épisodes de la première saison de la série télévisée américaine Saving Grace.

## Épisode 1:Viens mon ange
- États-Unis : 23 juillet 2007 sur TNT
- Belgique : 21 octobre 2008 sur RTL-TVI
- France : 25 octobre 2008 sur TF6
- Québec : 5 mars 2009 sur Séries+
- Suisse : 22 mars 2009 sur TSR1

- États-Unis : 6,42 millions de téléspectateurs  (première diffusion)

## Épisode 2:Meurtre dans les forages
- États-Unis : 30 juillet 2007 sur TNT
- Belgique : 21 octobre 2008 sur RTL-TVI
- France : 25 octobre 2008 sur TF6
- Québec : 5 mars 2009 sur Séries+
- Suisse : 22 mars 2009 sur TSR1

- États-Unis : 5,37 millions de téléspectateurs  (première diffusion)

## Épisode 3:Le Doute
- États-Unis : 6 août 2007 sur TNT
- Belgique : 28 octobre 2008 sur RTL-TVI
- France : 25 octobre 2008 sur TF6
- Québec : 12 mars 2009 sur Séries+
- Suisse : 29 mars 2009 sur TSR1

- États-Unis : 5,54 millions de téléspectateurs  (première diffusion)

## Épisode 4:Le Témoin
- États-Unis : 13 août 2007 sur TNT
- Belgique : 28 octobre 2008 sur RTL-TVI
- France : 1er novembre 2008 sur TF6
- Québec : 12 mars 2009 sur Séries+
- Suisse : 29 mars 2009 sur TSR1

- États-Unis : 5,13 millions de téléspectateurs  (première diffusion)

## Épisode 5:Règlement de comptes
- États-Unis : 20 août 2007 sur TNT
- Belgique : 4 novembre 2008 sur RTL-TVI
- France : 1er novembre 2008 sur TF6
- Québec : 19 mars 2009 sur Séries+
- Suisse : 5 avril 2009 sur TSR1

- États-Unis : 4,72 millions de téléspectateurs  (première diffusion)

## Épisode 6:Tout le monde ment
- États-Unis : 27 août 2007 sur TNT
- Belgique : 4 novembre 2008 sur RTL-TVI
- France : 8 novembre 2008 sur TF6
- Québec : 19 mars 2009 sur Séries+
- Suisse : 5 avril 2009 sur TSR1

- États-Unis : 4,89 millions de téléspectateurs  (première diffusion)

## Épisode 7:Les Vétérans
- États-Unis : 3 septembre 2007 sur TNT
- Belgique : 11 novembre 2008 sur RTL-TVI
- France : 8 novembre 2008 sur TF6
- Québec : 26 mars 2009 sur Séries+
- Suisse : 12 avril 2009 sur TSR1

- États-Unis : 4,84 millions de téléspectateurs  (première diffusion)

## Épisode 8:La Mort d'un ami
- États-Unis : 10 septembre 2007 sur TNT
- Belgique : 11 novembre 2008 sur RTL-TVI
- France : 15 novembre 2008 sur TF6
- Québec : 26 mars 2009 sur Séries+
- Suisse : 12 avril 2009 sur TSR1

- États-Unis : 4,96 millions de téléspectateurs  (première diffusion)

## Épisode 9:Le Langage des anges
- États-Unis : 17 septembre 2007 sur TNT
- Belgique : 18 novembre 2008 sur RTL-TVI
- France : 22 novembre 2008 sur TF6
- Québec : 2 avril 2009 sur Séries+
- Suisse : 19 avril 2009 sur TSR1

- États-Unis : 4,81 millions de téléspectateurs  (première diffusion)

## Épisode 10:La Tornade
- États-Unis : 3 décembre 2007 sur TNT
- Belgique : 18 novembre 2008 sur RTL-TVI
- France : 29 novembre 2008 sur TF6
- Québec : 2 avril 2009 sur Séries+
- Suisse : 19 avril 2009 sur TSR1

- États-Unis : 4,69 millions de téléspectateurs  (première diffusion)

## Épisode 11:Des enfants ordinaires
- États-Unis : 10 décembre 2007 sur TNT
- Belgique : 25 novembre 2008 sur RTL-TVI
- France : 29 novembre 2008 sur TF6
- Québec : 9 avril 2009 sur Séries+
- Suisse : 26 avril 2009 sur TSR1

- États-Unis : 5,05 millions de téléspectateurs  (première diffusion)

## Épisode 12:La Confirmation
- États-Unis : 17 décembre 2008 sur TNT
- Belgique : 25 novembre 2008 sur RTL-TVI
- France : 6 décembre 2008 sur TF6
- Québec : 9 avril 2009 sur Séries+
- Suisse : 26 avril 2009 sur TSR1

- États-Unis : 4,77 millions de téléspectateurs  (première diffusion)

## Épisode 13:Les Indices
- États-Unis : 18 décembre 2008 sur TNT
- Belgique : 2 décembre 2008 sur RTL-TVI
- France : 6 décembre 2008 sur TF6
- Québec : 16 avril 2009 sur Séries+
- Suisse : 26 avril 2009 sur TSR1

- États-Unis : 5,25 millions de téléspectateurs  (première diffusion)